# ゴッドスピード (船)

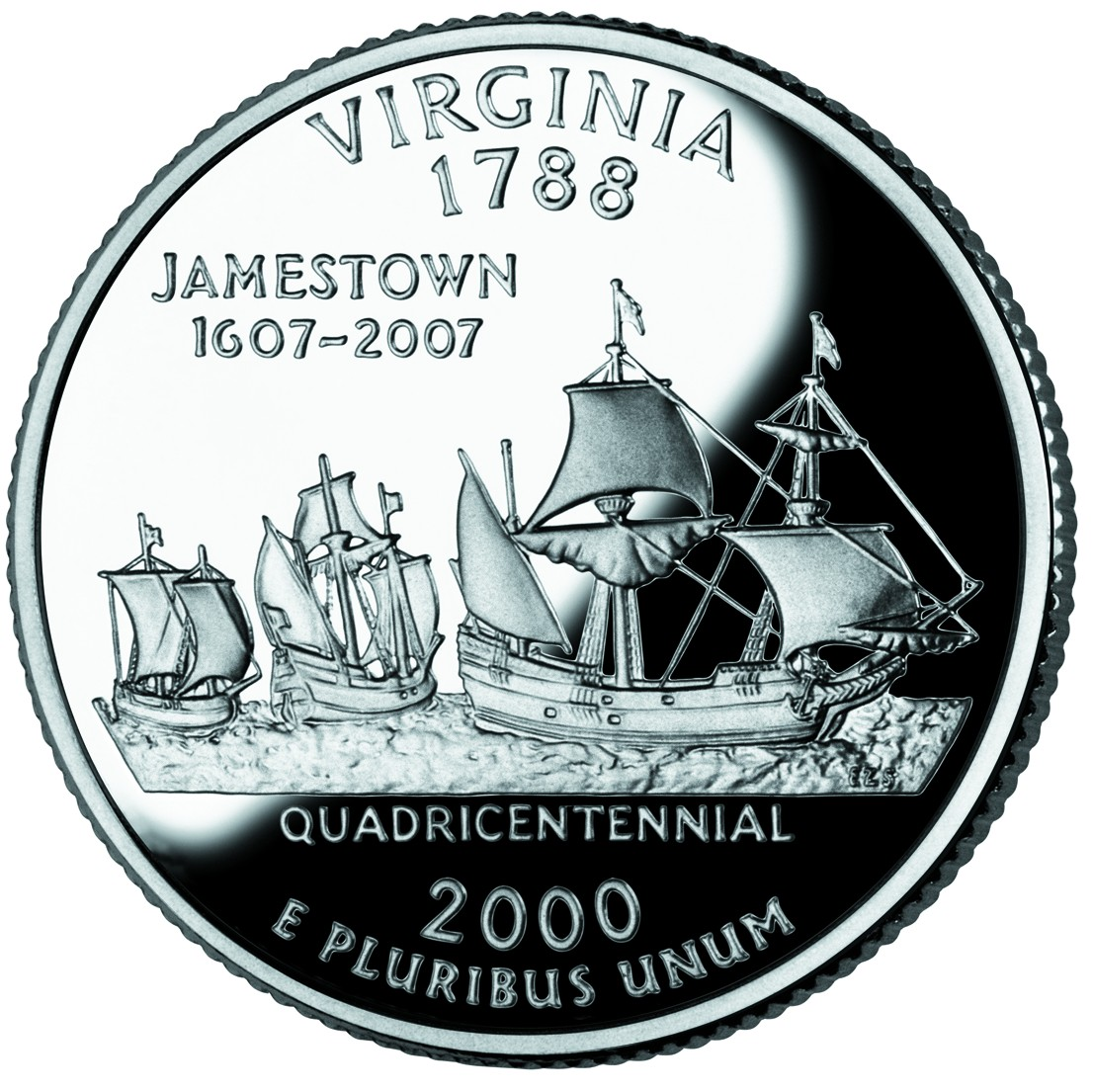
50州25セント硬貨（バージニア州）の裏面に描かれたスーザン・コンスタント、ゴッドスピード及びディスカヴァリー

ゴッドスピード （Godspeed) は、1606年にクリストファー・ニューポートに率いられて植民を目指し北アメリカ大陸へ向かった3隻のバージニア会社の船のうちの1隻である。この船の入植者は、北アメリカ大陸におけるイギリスの最初の永続的な植民地であるジェームズタウンを建設した。

## 概要
ゴッドスピードは40トンのブリガンティンで、全長は68フィート（21メートル）であったと推定されている。
ニューポートは1606年12月20日、スーザン・コンスタント、ゴッドスピード、ディスカヴァリーの3隻の船に105人の入植者を乗せ、ロンドンからバージニアに向けて出港した。ゴッドスピードは、バーソロミュー・ゴズノルドに率いられていた。その航海でゴッドスピードが運んだ乗客39人と水夫13人は全員男性であった。
カナリア諸島経由の大西洋横断航海は風がよければおよそ2ヶ月間の航海であるが、実際は144日要し、船団は1607年4月26日にチェサピーク湾湾口のヘンリー岬に到達した。そして、入植に適した土地を求めてジェームズ川をさかのぼり、5月13日に河口から約50kmさかのぼった地点を入植地に定めた。この土地はジェームズタウンと名付けられ、北アメリカ大陸におけるイギリスの最初の永続的な植民地となった。
ゴッドスピードは、入植者を送り届ける役割を遂げると、スーザン・コンスタントとともに1607年6月にイギリスに戻った。ディスカヴァリーは入植地に残された。
1607年の航海の時の3隻の船、ゴッドスピードとスーザン・コンスタント、ディスカヴァリーのレプリカがジェームズ川沿いのジェームズタウン・セトルメント（ジェームズタウンを題材にしたテーマパーク）に存在する。